# 自来桥镇
自来桥镇，是中华人民共和国安徽省滁州市明光市下辖的一个乡镇级行政单位。

## 行政区划
自来桥镇下辖以下地区：
桥镇村、张山村、白云寺村、平田村、桥南村、梅花村、寨山村、尖山村、乌山村、杨港村和涝口村。